# Sievekingia cristata
Sievekingia cristata är en orkidéart som beskrevs av Leslie Andrew Garay. Sievekingia cristata ingår i släktet Sievekingia och familjen orkidéer.
Artens utbredningsområde är Ecuador. Inga underarter finns listade i Catalogue of Life.